# Rio de Moinhos (Sátão)
Rio de Moinhos é uma povoação portuguesa sede da Freguesia de Rio de Moinhos do Município de Sátão, freguesia com 10,47 km² de área e 789 habitantes (censo de 2021), tendo, por isso, uma densidade populacional de 75,4 hab./km².
Foi vila e sede de concelho até ao início do século XIX. Este era constituída apenas pela freguesia da sede e tinha, em 1801, 1 024 habitantes.

## Demografia
A população registada nos censos foi:
| Distribuição da População por Grupos Etários | Distribuição da População por Grupos Etários | Distribuição da População por Grupos Etários | Distribuição da População por Grupos Etários | Distribuição da População por Grupos Etários |
| -------------------------------------------- | -------------------------------------------- | -------------------------------------------- | -------------------------------------------- | -------------------------------------------- |
| Ano                                          | 0-14 Anos                                    | 15-24 Anos                                   | 25-64 Anos                                   | > 65 Anos                                    |
| 2001                                         | 130                                          | 156                                          | 497                                          | 283                                          |
| 2011                                         | 91                                           | 86                                           | 423                                          | 342                                          |
| 2021                                         | 51                                           | 57                                           | 330                                          | 351                                          |

## Cronologia
- 1240 - criação do concelho de Rio de Moinhos, composto pelas povoações de Casal do Fundo, Casal do Meio e Casal de Cima
- 1836 - extinção do concelho[5][6]

## Património
- Antigos Paços do Concelho de Rio de Moinhos
- Pelourinho de Casal do Meio
- Solar dos Viscondes do Banho ou Casa do Terreiro e Casa da Família Aguiar
- Casa Xavier (Xavier Menezes de Almeida)
- Nossa Senhora dos Milagres (Festa em Honra da Nossa Senhora dos Milagres -1 fim de semana do mês de Agosto)